# Убусима
Убусима (яп. 産島 Убусима) — необитаемый остров на юге Японии, в архипелаге Амакуса, расположенный в префектуре Кумамото. Его площадь составляет 1,94 км².
Высочайшая точка — 261,6 м(260 м).
Длина береговой линии составляет 5,7 км
Остров лежит на юго-западе префектуры, территориально относится к городу Амакуса. На севере пролив Хатиман-но-сето (八幡の瀬戸) отделяет его от острова Симосима.
Название происходит от того, что, по преданию, Императрица Дзингу, вернувшись из похода в Корею, родила там будущего Императора Одзина. Сегодня там расположен храм Убусима-Хатимангу (産島八幡宮). Каждый год в конце 4-й недели октября храм проводит мацури (синтоистский праздник) Уми-о-ватару-сайрэй, во время которого синтай местного божества перевозят на лодке на противоположный берег, в храм Дзюго-сягу (上平十五社宮), а на следующий день возвращают назад. На мацури возносят молитвы за лёгкие роды, безопасное плавание и богатый улов.
На севере острова есть кемпинг, в сезон туда приезжают туристы на рыбалку.